# Berne
Berne är en kommun och ort i Landkreis Wesermarsch i förbundslandet Niedersachsen i Tyskland.